# مطار غويان ليوبانشان
مطار غويان ليوبانشان (بالإنجليزية: Guyuan Liupanshan Airport)‏ و(بالصينية: 固原六盘山机场) (إياتا: GYU، إيكاو: ZLGY) مطار عام يقع بمدينة Zhonghe Township في الصين. تم افتتاحه في 26 يونيو 2010، يبلغ طول المدرج 2800 م ويرتفع عن سطح البحر 1700 م.

## شركات الطيران والوجهات
| شركـات طيـران          | الوجهات                                              |
| ---------------------- | ---------------------------------------------------- |
| خطوط جنوب الصين الجوية | مطار قوانغتشو باييون الدولي، مطار ووهان الدولي       |
| Hebei Airlines         | مطار بكين داشينغ الدولي، مطار ينتشوان خه دونغ        |
| خطوط جونياو الجوية     | مطار شانغهاي بودنغ الدولي، مطار شيان شيانيانغ الدولي |
| خطوط زيامن الجوية      | مطار فوتشو تشانغله الدولي، مطار شيان شيانيانغ الدولي |

## وصلات خارجية
- http://www.flightstats.com/go/Airport/airportDetails.do?airportCode=GYU